# 奥州後三年記
奥州後三年記（おうしゅうごさんねんき）は、平安時代後期の永保3年（1083年）から、寛治2年（1088年）にかけての、陸奥・出羽両国にまたがった争乱、いわゆる「後三年の役」、または「義家合戦」と呼ばれるものを描いたものである。実際には永保3年（1083年）から寛治元年（1087年）の5年間の戦いであったが、「十二年合戦」（前九年合戦の古称）が前九年・後三年の両方を指すとする誤解が鎌倉後期に生じ、前者を9年間（実際には12年間）、後者を3年間（実際には5年間）と振り分ける呼称が成立した。
その成立については、長らく南北朝時代の貞和3年（1347年）とされてきたが、野中哲照は丁寧語「侍り」の用法などから院政初期の成立であることを明らかにした。

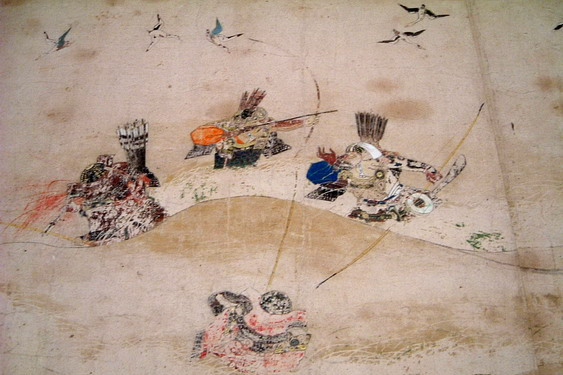
『後三年合戦絵詞』の「雁行の乱れ」

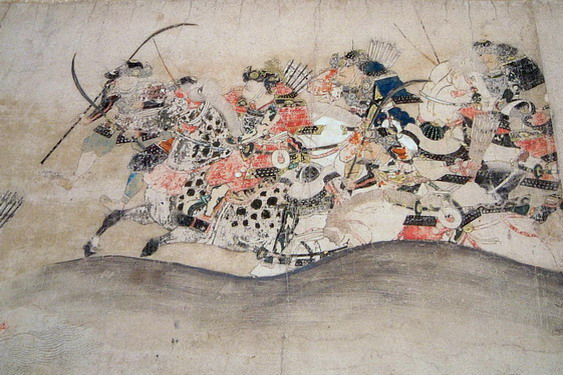
『後三年合戦絵詞』の源義家

## 『後三年記』から貞和本『後三年合戦絵詞』を経て『奥州後三年記』へ
『後三年記』原本は院政初期に平泉藤原氏の初代藤原清衡のもとで成立したとされる。そこから承安元年（1171年）に後白河上皇のもとで承安本『後三年絵』が制作されたり、貞和3年（1347年）に貞和本『後三年合戦絵詞』（画工は飛騨守惟久）がつくられたりした。貞和本は、もと6巻存在したとされ、そのうちの3巻が東京国立博物館に収蔵されている。現存『奥州後三年記』と称する写本・刊本類はすべて東博本の影響下にあるとされ、東博本が最善本であるという。近世初期に『奥州後三年記』の名称となり、『群書類従』第二十に収載された。その「序」にはこうある。
序文を書いた玄慧は、天台密教を修めて法印権大僧都となった当時屈指の学僧である。持明院殿の殿上で『論語』を談じて、花園上皇にも認められる。その後も足利尊氏の弟、足利直義の恩顧を受けて、没後には、その文雅を慕って追悼の詩を作る禅僧達もいたと伝えられる。その当時屈指の学僧が、序文を担当していることで、この絵巻がかなりの一大事業であったことが判る。
『実隆公記』永正（1506年）3年11月12日条に、中原康富がその絵を実見したとあって、詞書は源恵（玄慧）法印が草し、詞書筆者は「第一尊円親王、第二公忠公、第三六条中納言有光、第四仲直朝臣、第五保脩朝臣、第六行忠卿」（増補史料大成刊行会編『史料大成』1965年）とある。
中原康富が見たものは、後述する『康富記』により、後白河法皇の承安本『後三年絵』であるので、三条西実隆は承安本『後三年絵』を知らなかったのか、取り違えたのかもしれない。しかし、各巻の詞書筆者は、東京国立博物館蔵の現存『後三年合戦絵詞』各巻末に記された筆者名と見事に一致しているという。このことから、貞和本『後三年合戦絵詞』は、本来6巻であったとされる。
東京国立博物館に収蔵されている貞和本『後三年合戦絵詞』は全6巻のうち3巻に留まるが、群書類従本には冒頭の1巻分が残存しており、合わせて4巻分のストーリーを追うことができる。それでもなお欠けている2巻分の内容については、この『康富記』によって補うことができる（後述）。

## 後白河法皇の承安本『後三年絵』
平安時代末期の承安元年（1171年）、平治の乱から約10年、平清盛の娘を中宮とする高倉天皇の即位後、後白河院が出家して法皇となった後に、後白河法皇が静賢法印に命じ、絵師明実の筆による4巻の絵巻を制作させたことが知られる。それを記した吉田経房の日記『吉記』承安4年（1174年）3月17日条には、「義家朝臣為陸奥守之時、與彼国住人武衡家衡等合戦絵也」とある。
静賢法印は平治の乱で源義朝に殺害された信西（藤原通憲）の子で、後白河院の信任を得て蓮華王院（三十三間堂）執行（寺院総括者・上座）を任じられ、『後三年絵』を始めとした絵巻に関与した。以下これを現存貞和本『後三年合戦絵詞』と区別するため、以降承安本『後三年絵』と記す。
この蓮華王院の承安本『後三年絵』の存在は思わぬところにもうひとつの傍証があった。武蔵国の秩父、阿久原牧を管理していた有道一族が、武蔵七党のひとつ、児玉党の長となるが、その庶流に、源頼朝の御家人となった小代氏がいる。鎌倉時代後半に、その小代伊重が残した子孫への置き文が伝わっており、その中に、鎌倉時代の初めの頃、当時京都守護であった平賀朝雅とその一行が、蓮華王院の宝蔵に秘蔵されていた絵巻を見せてもらったとある（後述）。
この後白河法皇が作らせた絵巻は、後年、文安元年（1444年）に中原康富（やすとみ）が、伏見宮貞常親王の伏見殿に行った折り、御室（仁和寺）宝蔵から取り寄せた『後三年絵』という4巻からなる絵巻を見せてもらい、康富はそこで見た絵巻の粗筋を、漢文で日記に記した。（『康富記』閏6月23日条）
現存する『奥州後三年記』『後三年合戦絵詞』ともに欠けている部分、例えば清原真衡の死と、その後の清原清衡と異父弟・清原家衡の衝突の経緯などを、この「康富記」から知ることが出来る。例えば清原真衡の死については、「此間真衡於出羽発向之路中侵病頓死了」とある。
この承安本『後三年絵』は現存しないが、しかし『康富記』の内容から、現存する貞和本『後三年合戦絵詞』は、源義家に関わる説話の増補が想定されるとはいえ、基本的には承安本『後三年絵』とほぼ一致しているはずだと見られている。
- 尚、『康富記』での「後三年絵」に関するほぼ全文が、関幸彦『武士の誕生』（NHKブックス、1999年）に漢文でなく書き下し文で載っているほか、欠失部については野中哲照『後三年記詳注』に注釈や現代語訳も掲載されている。

## 『奥州後三年記』の信頼性

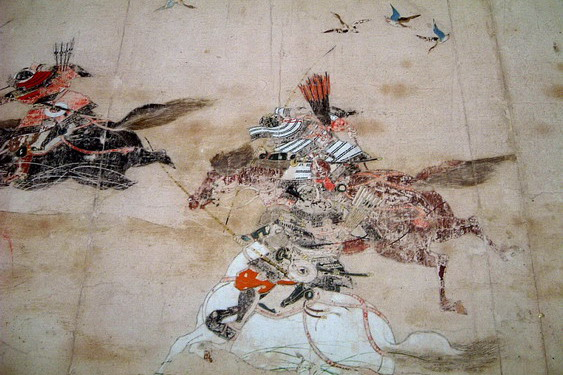
『後三年合戦絵詞』「雁行の乱れ」の騎馬武者

従来、貞和本『後三年合戦絵詞』以前にこの物語の成立は遡れないと考えられてきたが、『後三年記』にみえる丁寧語「侍り」の用法が院政初期の様相を呈していることや、『十訓抄』や『古今著聞集』にみえる後三年関係話よりも『後三年記』のほうが古い様相を留めていること、前九年合戦のことを指す熟語（「十二年合戦」「前九年合戦」など）が『後三年記』内部にみられないことなどから、院政初期の成立と考えられるに至っている（野中哲照は、天治元年（1124年）成立という踏み込んだ仮説を提示している）。

## 『奥州後三年記』の残虐性
これを、「夫の首を妻が泣きながら追いかけた」と説明する学者も居るが、「男は殺され、その妻は連行されて慰みものにされた」と読むのが正しい。
この話が、乱の直後から伝えられたものとの想定すれば、さして年代は違わないはずの『今昔物語集』の何処を見ても、例えば「平維茂、藤原諸任を罰ちたる語」の話などと比べても、このような凄惨さは類を見ない。尚、『今昔物語集』にも、巻25の14話に「源義家朝臣、罰清原武衡等話」があったらしいが、タイトルが残るだけで本文は伝えられていない。
『奥州後三年記』も、貞和版『後三年合戦絵詞』も、その特徴のひとつは残虐性である。確かに『陸奥話記』にも、藤原経清の首を鈍刀をもって、何度も打ち据えるように斬り殺した、というような話はあるが、レベルが違いすぎる。また、『陸奥話記』には、源頼義を賛美しながら一方で、安倍氏に対する同情ともとれる、人間味あふれる記述の方が勝っている。『奥州後三年記』にはそのような人の心のあたたかさは感じられない。
この話を詳細に書き記し、舌を引き抜く処、その後千任が木に吊され、力尽きて主人清原武衡の生首を踏んでしまうところを絵に描いた嗜虐性を、後白河法皇の嗜虐性と見る見方もある。
しかしながら、京に伝えられた義家の無間地獄の伝承や、義家の同時代人藤原宗忠が、その日記『中右記』に、「故義家朝臣は年来武者の長者として多く無罪の人を殺すと云々。積悪の余り、遂に子孫に及ぶか」と記したことも合わせ考えると、義家に従って参戦した京武者から伝え聞いた義家のひとつの側面であり実話と見なしうる。
貞和版『後三年合戦絵詞』詞書は、玄慧法印が草したとあるので、表現自体は玄慧のもの、絵自体は飛騨守惟久の筆だが、同じ話は後白河法皇の承安版『後三年絵』にも載っていたはずである。後白河法皇の嗜虐性があったとすれば、承安版の編集に当たって、それを強調したことだろう。後白河法皇が編纂した『梁塵秘抄』巻第二にある「鷲の棲む深山には、概ての鳥は棲むものか、同じき源氏と申せども、八幡太郎は恐ろしや」は、そのような言い伝えを反映しているものと思われる。
また、義家の同時代人、藤原宗忠が「多く無罪の人を殺すと云々。積悪の余り」というのは、以下に引用する部分に符合する。このような部分を義家賛美の為に鎌倉時代以降に付け加えた、と思う人は居ない。
このような戦法は、異民族間の戦争においては現代でも見られることであるが、騎馬武者の個人戦をベースとした京武者の感覚には無い。出羽国の吉彦秀武から出された作戦であることには真実みがある。

## 義家の郎党の構成
金沢の柵での戦いの終盤で冬になり、柵を包囲する義家軍も「大雪に遭い、官軍、戦うに利をうしない、軍兵多くは寒さに死し飢えて死す、或いは馬肉を切りて食し・・・」（康富記）という、前年の沼柵での悲惨な敗北を思い出し、自分が死んだあと、国府（多賀城）に残る妻子が、なんとか京へ帰れるようにと、手紙を書き、旅賃に変えられそうなものを送り届けるシーンがある。
この一節の中から、彼らが京から義家に着いてきたことが解る。それも5年から6年の任国統治の為に、最初から引き連れてきた行政のスタッフ、期間契約社員としての郎党（館の者共）と見られる。20世紀第三四半期の学説では、義家は多くの関東の武士を引き連れて、後三年の役を戦ったとされる。しかし、農閑期の一時的な出稼ぎ戦争に、妻子を伴ってくるようなことはあり得ない。また、その妻子の帰る場所は京ではない。
更に、前九年の役でも源頼義に、関東の武士が沢山従ったが、それは朝廷の命令があったからである。今回は朝廷の命令なしに、義家個人の力で関東の武士を大勢動員した。この間に、武士団の大きな成長、源氏の武士の棟梁への上昇があった、と見られてきた。安田元久も『源義家』の中でこう書いている。

## 義家の郎党の概要

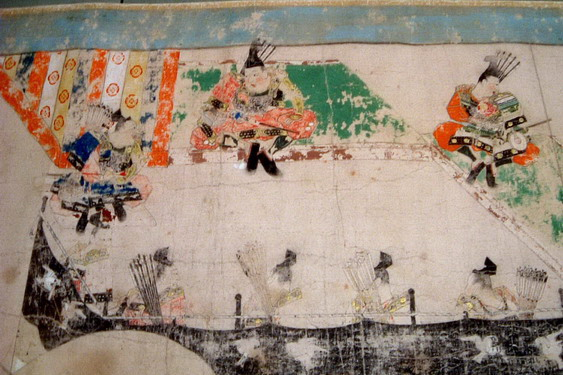
『後三年合戦絵詞』剛の者と臆病の者

以下に『奥州後三年記』における 源義家の郎党 を個々に記す。

### 兵藤大夫正経
兵藤大夫正経はおそらく五位に叙爵されており、在京活動、あるいは摂関家その他権門への臣従が想定される。
後三年の役の際に、正経は源義家軍の先手の将として戦功をたてたので、三河国渥美郡一円を賜わり、子孫代々この地を領して住んだという。それから約100年後の治承4年（1180年）、正経から5代目に当たる刑部太夫正職は、源頼政の軍に従い平家軍と戦って宇治の合戦で戦死した。正職の孫に当たる治部太夫正之は文治元年（1185年、正しくは寿永3年（1184年）か）、源範頼の軍に従い生田（神戸市）で戦死したという。子孫は肥前国佐保村（現川上村佐保）に移住した。

### 伴次郎兼仗助兼
参河国の住人。兵藤大夫正経の婿で、ともに行動していた。兼仗の「兼」は正確には「人べんに兼」であり、武官の官職であった。例えば鎮守府将軍の場合は、将軍判授（将軍が選んで朝廷に申請）の従者として兼仗を置くことが出来た（伴助兼の項も参照のこと）。

### 鎌倉の権五郎景正（景政）
鎌倉権五郎景政の系図は諸説あってはっきりしない。安田元久は、『陸奥話記』の、藤原景通こそ鎌倉景通だとし、その弟、鎌倉権守景成が平良正の子、致成（ともなり）の養子となって、その子が権五郎景政とするのが最も妥当としている。『尊卑分脈』はこの説をとるが、この養子関係等についてはまだ確認されていない。
藤原景通は美濃国を本拠とした京武者で加賀介となり、そこからその子孫は加藤氏を名乗るようになる。権五郎景政はこのとき16歳。自分の政治的判断で従軍する立場ではなかった。仮に安田の想定通りであれば、京における郎党（同盟軍）の子弟という、京武者コネクションでの動員の可能性が高くなる。
しかし、野口実、元木泰雄両名は、『今昔物語集』巻第二十五第十「依頼信言平貞道切人頭語」に出てくる源頼光の郎党、平貞通（道）（碓井貞光）の孫と推定している。平貞通は、京で源頼光に仕えながら、関東との間を行き来している。
後三年合戦から約20年後の長治年間（1104年 - 1106年）、鎌倉権五郎景政は相模国・鵠沼郷一帯を、先祖伝来の地として、多数の浮浪人を集めて開発を始め、それを伊勢神宮に寄進しようと国衙に申請した。そして、永久5年（1107年）10月23日にその承認を得て、「大庭御厨」を成立させる。「御厨」（みくりや）とは天皇家や伊勢神宮の荘園を意味する。景正は、「供祭上分米」を伊勢神宮に備進する代わりに、子孫に下司職を相伝する権限を手にする（寄進系荘園）。このことは、鎌倉権五郎景政が、義家の郎党としてこの合戦に参加していたからといって、景政やその兄弟一族である鎌倉党が、河内源氏の譜代の郎党とはいえないことを示している。当時の一家をなすもの同士の結合が極めて緩やかであり、親兄弟がそれぞれ別の主君に名簿（みょうぶ）を差し出すことは一般的であり、これは義家の孫、為義の代においても変わらなかった。

### 三浦の平太郎為次
この三浦氏は関東の豪族で、開拓領主であり、義朝にも、頼朝にも従っているので、「源氏が関東の武士団を郎党にした」とする主張の根拠となる。しかし、こちらも京で源頼光に仕えながら、関東との間を行き来していた平貞道（貞通）の孫で、鎌倉権五郎景政の従兄弟であるとの説（野口実、元木泰雄両氏等）もあるので、野口が主張する「一所傍輩ネットワーク」に該当する可能性もある。
三崎庄は摂関家の荘園である。三浦氏の系図は『尊卑分脈』の中ですら、3種類も出てきてはっきりしない。特に、この『奥州後三年記』に登場する為次以前に混乱が見られるが、為次の子、義次（義継）の代から三浦庄司とある。これは3系統の系図の内、庄司の記載のある2系統で一致している。（残り1系統は三浦義明・義澄親子が逆転するなどとても参考には出来ない）「三浦の平太為次」の子、で、三浦義明の父・三浦庄司吉次（義継）の名は、「大庭御厨の濫妨」事件で源義朝側で攻めた方（訴えられた方）に出てくる。天養記（官宣旨案）は太政官符の下書きなので、第一級の史料である。これらのことから、三浦の平太為次はこの合戦の頃は三浦に、そう大きな所領は持っていない、ないしはそもそも三浦には居なかったことすら推定される。

### 腰瀧口季方
藤原季方は義家の弟、源義光が京より伴った瀧口に勤務する京武者。後に発生する源義忠暗殺事件に関与し、討ち死にした。

### 末割四郎惟弘他

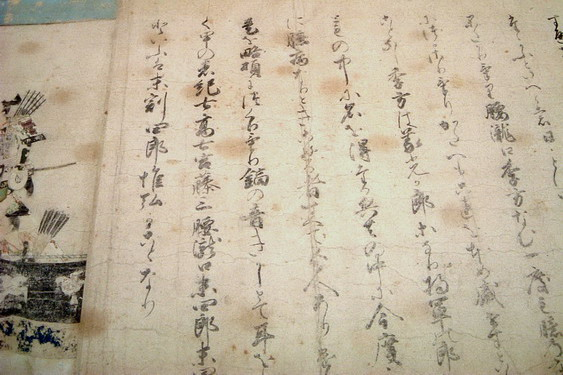
貞和本『後三年合戦絵詞』の詞文。この中にも若干の相違は見られるが、ほとんど同じである。

紀七、高七、宮藤王、腰瀧口、末割四郎惟弘は不明。腰瀧口は誤記か腰瀧口季方とは別人か。江戸時代の喜多村信節（筠庭？）著『嬉遊笑覧』には、「前文の腰滝口とあるは、非なるべし」とある。しかしこの4名の内、宮藤王、腰瀧口は「王」「瀧口」という名から、京時代の郎党であるとする説がある。

### 藤原資道（首藤資通）
安田元久は、この人物を相模国の在地領主とされる。
事実と見なしうるのは「首藤資通が、義家に仕えた」ことであって「相模国の在地領主山内首藤氏もまた義家の家人」ということではない。首藤氏に山内と出てくるのは、『尊卑分脈』において、首藤資通の孫の首藤義通に、山内刑部丞と傍注されているのが最初である。「山内首藤系図」は『続群書類従』に収録されているものを指すが、そこでは義通の子俊通に「相模国に住み、山内滝口を号す」とある。
首藤資通の祖父、藤原公清 は秀郷流藤原氏で、従五位下左衛門尉検非違使。京武者であり、その系統の多くは佐藤を名乗る。その嫡流は鳥羽院に使えた北面武士、従五位下左衛門尉佐藤季清であり、その孫が、やはり鳥羽院に使えた北面武士・佐藤兵衛尉義清（後の西行）である。
「藤原の資道」こと首藤資通はこのとき（1087年11月）13歳、義家の陸奥下向の時から従っていたとすればまだ9歳（今で言う8歳）であり、自分の意志ではなく父の意向によるものと考えられる。その父藤原資清（助清）と一緒に陸奥に赴いたの可能性もあるが、藤原資清の名は『奥州後三年記』には出てこない。
その藤原資清は「守藤太夫」とも、「首藤大夫」とも呼ばれる。「守藤太夫」と呼ばれるのは系図上は藤原公清が関東の受領を務めていたときに出来た子を伴い、京に戻る途中で、美濃国席田郡司守部氏にその子が見込まれて守部氏の養子となった。その守部氏は源頼義の郎党であったことから、頼義に仕えることとなったとされるが、研究者の間では、美濃国席田郡司守部資清が、藤原公清の猶子となったのだろうと見られている。「首藤大夫」と呼ばれるのは首馬首（しゅめのかみ）となったことによる。
従って、その子首藤資通の頃は、美濃を本貫とする京武者であり、相模国とはなんの関係もない。実際に首藤資通は、京において義家の六条の屋敷の向いに、「みのわ堂」を造営したとされている。つまり、本宅は京の義家の屋敷の隣。首藤氏はその後も、首藤資通の子、首藤親清が1130年に北面下臈、すなわち北面武士となる。そして1149年に左衛門少尉。最初に山内と出てくる前述の首藤義通は更にその子である。そして首藤氏が山内首藤を名乗る初見は保元の乱・平治の乱である。首藤義通・俊通が相模国鎌倉郡北部の山内に住したのは、八条院を本所とする大規模荘園、山内荘の成立と同時と見られており、その時期は鳥羽院の頃、12世紀中頃で、ちょうどその頃、相模においては源義朝が「大庭御厨の濫妨」などを引き起こしていた。

### 大宅光房
「兼仗」については先述のとおり。藤原宗忠の日記である『中右記』の、寛治7年（1193年）7月30日条と、康和4年（1102年）7月28日条に、義家郎党の「相撲人」として書かれており、康和4年（1102年）7月28日条には、「相撲が強いと言われているが、もっと骨法を身に付けなければ…」との意味の批評が書いており、関東の武士ではなく、京武者であることがわかる。

### 大三大夫光任
前述の『中右記』寛治7年7月30日条に、大宅光房を「件光房者。前陸奥守義家朝臣郎等光任之男也」とあり、「大三大夫光任」は「大宅大夫光任」か。「大夫」とあるので、五位の官位を持つ京武者。あるいは実務官僚で、国衙のいずれかの「所」の目代として下向したとする説がある。
横浜市在住の高橋伸顕が所有する系図によれば、石見国の高橋氏は大三大夫光任（大宅光任）の末裔であるという。

### 源直（みなもとのなおし）
一字名の源氏であることから嵯峨源氏か。渡辺党にも嵯峨源氏が多くおり、滝口等内裏守護の京武者と思われる。嵯峨源氏の松浦党に、同名の源直がいるが、仁平元年（1151年）と、64年も後であり別人と考えられる。

### 県（あがた）小次郎次任
県次任は家衡を討った「国の兵」。その郎党の「鬼武」という舎人も活躍している。尚、約100年後の建久9年（1198年）に、藤原長兼の日記『三長記』に、「鎮守府軍曹県兼友」という名が見える。陸奥国に本貫をもつ在庁官人か。

## 義家郎党に見る関東の武士
以上から、後三年の役を伝える唯一の史料、『奥州後三年記』においては、関東の武士と言えるものは、鎌倉権五郎景政、三浦の平太郎為次だけに限られる。
最近野口実は『源氏と関東武士』（吉川弘文館、2007年7月）の中で、義家への鎌倉権五郎景政、三浦の平太郎為次の与力は、当時（1086年）の相模守が義家の母方の従兄弟で同じ平直方を祖父にもつ、藤原棟綱であったことも関係しはしないか、としている。受領が、「国の兵」、または「館の者共」を、遠い陸奥の国まで派遣することが出来たのかどうかはなんとも言えないが、便宜をはかったぐらいはあるかもしれない。
しかし、義家が生まれたとき、鎌倉の地が、屋敷とともに母方の祖父平直方から、父源頼義に譲られたという話が、南北朝時代の遊行寺（時宗本山）の文書に見え、また『吾妻鏡』（治承四年「庚子」（1180）十月小十二日条）が伝える 由比元八幡 の経緯などからも、義家が相模国鎌倉の別業（拠点）を持っていた、とすることは不自然ではない。
そこから、鎌倉、及びそれに隣接する土地の武士である、鎌倉権五郎景政、三浦の平太郎為次などに、また同様に、かつて受領を務めた下野国の武士団の一部（『奥州後三年記』には明確には登場しないが）、などに対しては、それほど強力ではないにしても、ある程度の影響力を持っていたと見ることは妥当かと思う。
しかしながら、それは今日まで一般に思われてきたような、「関東の武士がこぞって義家の傘下に」、というイメージとは、ほど遠いものがある。
ところで、先に小代伊重の置文に、京都守護職であった平賀朝雅とその一行が、蓮華王院の宝蔵に秘蔵されていた絵巻を見せてもらったと記されていることに触れたが、平賀朝雅は新羅三郎義光の孫で、北条時政とその後妻牧の方の娘婿にあたり、北条時政の失脚と同時に京で殺された。従ってそれは京都守護職となった1203年から、殺される1205年までの間ということになる。
小代伊重はその絵の中に、義家の対の座に副将軍として、小代氏の祖先にして児玉党の長、有大夫弘行が「赤皮の烏帽子かけをして座って」いるのを一族の者が確かに見たというのである。ところがその後、誰かがそれを別の名に書き換えてしまったと。そういうことはよくあり、現存する竹崎季長の『蒙古襲来絵詞』にも痕跡がある。
有大夫弘行（有道遠峰大夫弘行）は武蔵七党の一つである児玉党の本宗家2代目であるが、本貫は武蔵国の秩父・阿久原牧であり、「牧」は馬の放牧地である。そしてその所有者は多くの場合朝廷である（児玉党祖、児玉惟行も参照）。そこから京の武官の一部を構成する馬寮とのつながり、義家以前の平将門の時代から「牧」は武士団のベースであること、そして奥州は良馬の産地であり、義家以前からの陸奥とのつながりも当然想定され、陸奥守であり、また軍事貴族である義家への接近は十分に考えられる。
小代伊重の置文に書かれたことが事実なら、義家の有力武将として武蔵・児玉党も、参戦していたことになるが、しかしそもそも承安版『後三年絵』そのものが伝わっていないので、確認のしようがない。